# Agathis achterbergi
Agathis achterbergi är en stekelart som beskrevs av Nixon 1986. Agathis achterbergi ingår i släktet Agathis och familjen bracksteklar. Inga underarter finns listade i Catalogue of Life.